# Bola de Ouro Dream Team
O Ballon d'Or Dream Team (em português:  Bola de Ouro Time dos Sonhos) foi uma premiação desportiva criada pela revista francesa France Football para eleger a melhor equipe de futebol de todos os tempos com jogadores a partir da década de 1950. Os 11 prêmios foram entregues em 14 de dezembro de 2020. O Dream Team da Bola de Ouro é formado por: Yashin; Cafu, Beckenbauer e Maldini; Matthäus, Xavi, Maradona e Pelé; Messi, Cristiano Ronaldo e Ronaldo.
A premiação especial foi criada após a France Football ter anunciado que não entregaria a Bola de Ouro ao melhor jogador do mundo pela primeira vez desde a criação do prêmio, em 1956, por considerar que a temporada foi totalmente comprometida pela pandemia Covid-19. Para compensar, a revista esportiva francesa decidiu entregar em 2020 o troféu Bola de Ouro Dream Team com a equipe ideal de todos os tempos.
A eleição do Bola de Ouro Dream Team seguiu os moldes da tradicional Ballon d'Or, com votos de 170 especialistas escolhidos pela France Football, que escolhem dez nomes de futebolistas para cada setor do campo numa formação 3-4-3. O site oficial da revista também abriu uma votação popular, embora esta não teve peso no resultado final.

## Candidatos
O Brasil foi o país com maior número de jogadores indicados (20 atletas), à frente de Itália (15), Alemanha (13), Países Baixos (12), Espanha (8), Inglaterra e França (7), Argentina (5).
O Dream Team da Bola de Ouro é formado por: Yashin; Cafu, Beckenbauer e Maldini; Matthäus, Xavi, Maradona e Pelé; Messi, Cristiano Ronaldo e Ronaldo.
- Primeiro Esquadrão
- Segundo Esquadrão
- Terceiro Esquadrão

### Goleiros

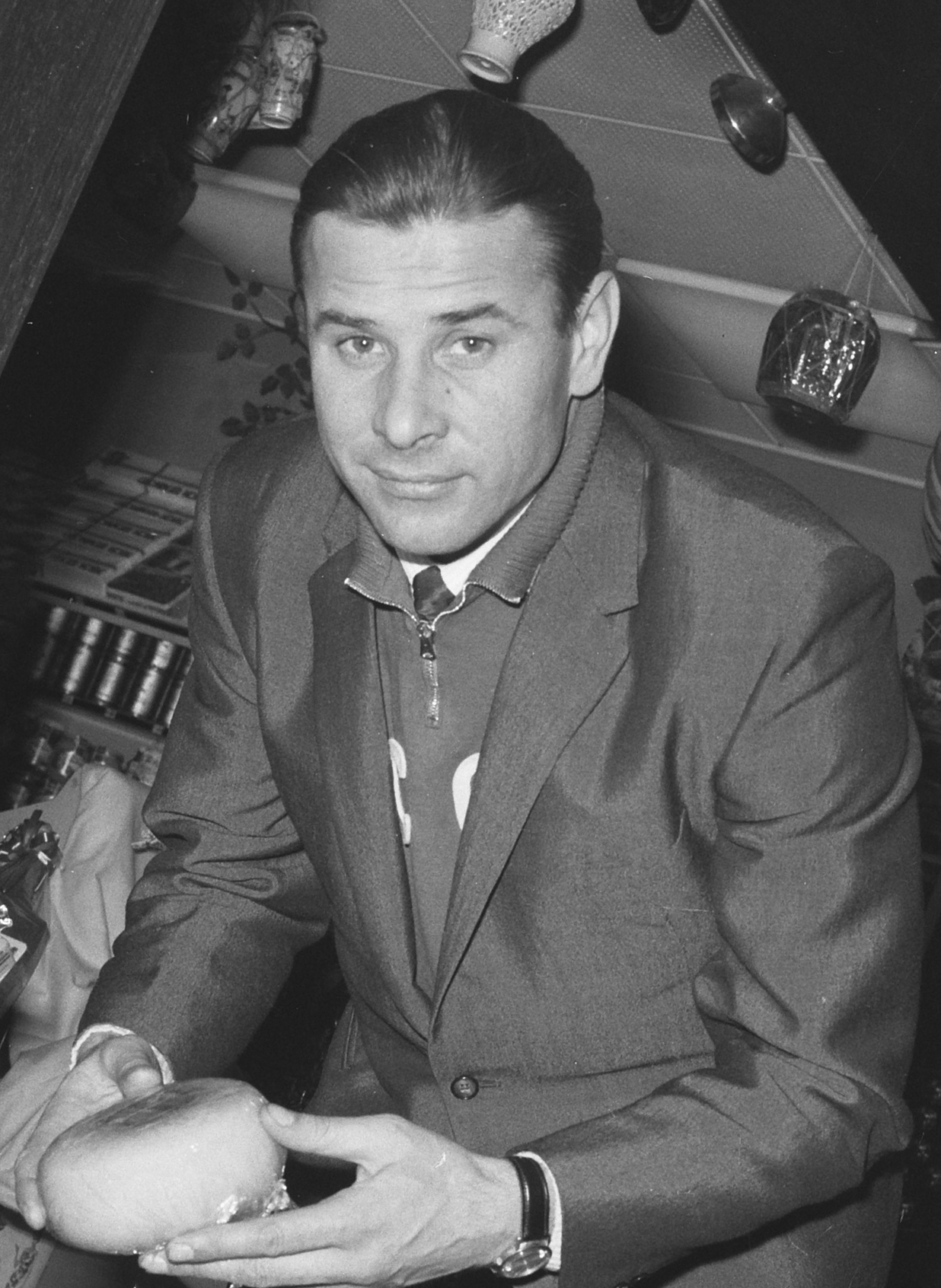
Lev Yashin, o único goleiro na história vencedor de um Ballon d'Or.

| País            | Jogador           | Período de atividade | Clube com maior número de partidas | Melhor participação no Bola de Ouro |
| --------------- | ----------------- | -------------------- | ---------------------------------- | ----------------------------------- |
| União Soviética | Lev Yashin        | 1950 - 1970          | Dinamo Moscou (326)                | Vencedor em 1963                    |
| Itália          | Gianluigi Buffon  | 1995-2023            | Juventus (675*)                    | 2° em 2006                          |
| Alemanha        | Manuel Neuer      | 2005 - em atividade  | Bayern de Munique (405*)           | 3° em 2014                          |
| Inglaterra      | Gordon Banks      | 1955 - 1978          | Leicester City (356)               | 7° em 1972                          |
| Camarões        | Thomas N'Kono     | 1974 - 1997          | Espanyol (234)                     | Nunca participou                    |
| Dinamarca       | Peter Schmeichel  | 1981 -2003           | Manchester United (398)            | 5° em 1992                          |
| Espanha         | Iker Casillas     | 1999 - 2019          | Real Madrid (725)                  | 4° em 2008                          |
| Países Baixos   | Edwin van der Sar | 1991 - 2011          | Ajax (312)                         | 24° em 2008                         |
| Alemanha        | Sepp Maier        | 1962 - 1979          | Bayern de Munique (651)            | 5° em 1975                          |
| Itália          | Dino Zoff         | 1961 - 1983          | Juventus (479)                     | 2° em 1973                          |

### Defensores direitos

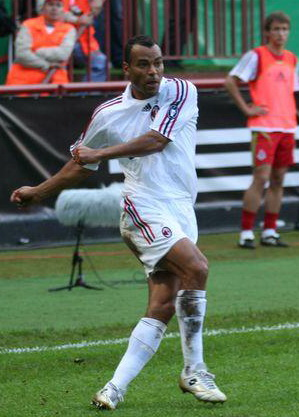
Cafu, campeão da Copa do Mundo FIFA de 1994 e 2002.

| País          | Jogador               | Período de atividade | Clube com maior número de partidas | Melhor participação no Bola de Ouro |
| ------------- | --------------------- | -------------------- | ---------------------------------- | ----------------------------------- |
| Brasil        | Cafu                  | 1989 - 2008          | São Paulo (255)                    | 15° em 2002                         |
| Brasil        | Carlos Alberto Torres | 1963 - 1981          | Santos (445)                       | Nunca participou'                   |
| Alemanha      | Philipp Lahm          | 2002 - 2017          | Bayern de Munique (517)            | 6° em 2014                          |
| Itália        | Giuseppe Bergomi      | 1980 - 1999          | Internazionale (757)               | -                                   |
| Alemanha      | Manfred Kaltz         | 1971 - 1990          | Hamburgo (724)                     | -                                   |
| Países Baixos | Wim Suurbier          | 1964 - 1982          | Ajax (279)                         | -                                   |
| Brasil        | Djalma Santos         | 1948 - 1970          | Palmeiras (498)                    | Nunca participou                    |
| França        | Lilian Thuram         | 1991 - 2008          | Parma (228)                        | 7° em 1998                          |
| Itália        | Claudio Gentile       | 1972 - 1988          | Juventus (417)                     | -                                   |
| Alemanha      | Berti Vogts           | 1965 - 1979          | Borussia Mönchengladbach (528)     | 4° em 1975                          |

### Defensores centrais

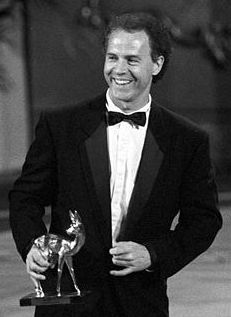
Franz Beckenbauer, vencedor da Bola de Ouro em 1972 e 1976 e campeão da Copa do Mundo FIFA de 1974.

| País          | Jogador           | Período de atividade | Clube com maior número de partidas | Melhor participação no Bola de Ouro |
| ------------- | ----------------- | -------------------- | ---------------------------------- | ----------------------------------- |
| Alemanha      | Franz Beckenbauer | 1964 - 1983          | Bayern de Munique (575)            | Vencedor em 1972, 1976              |
| Itália        | Franco Baresi     | 1978 - 1997          | Milan (719)                        | 2° em 1989                          |
| Espanha       | Sergio Ramos      | 2004 - em atividade  | Real Madrid (662*)                 | 6° em 2017                          |
| Inglaterra    | Bobby Moore       | 1958 - 1978          | West Ham United (647)              | 2° em 1970                          |
| Argentina     | Daniel Passarella | 1974 - 1989          | River Plate (291)                  | Nunca participou                    |
| Itália        | Fabio Cannavaro   | 1992 - 2011          | Parma (288)                        | Vencedor em 2006                    |
| Alemanha      | Matthias Sammer   | 1985 - 1998          | Borussia Dortmund (153)            | Vencedor em 1996                    |
| França        | Marcel Desailly   | 1986 - 2005          | Chelsea (222)                      | 8° em 1996                          |
| Itália        | Gaetano Scirea    | 1972 - 1988          | Juventus (554)                     | 12° em 1982                         |
| Países Baixos | Ronald Koeman     | 1980 - 1997          | Barcellona (264)                   | 5° em 1988                          |

### Defensores esquerdos

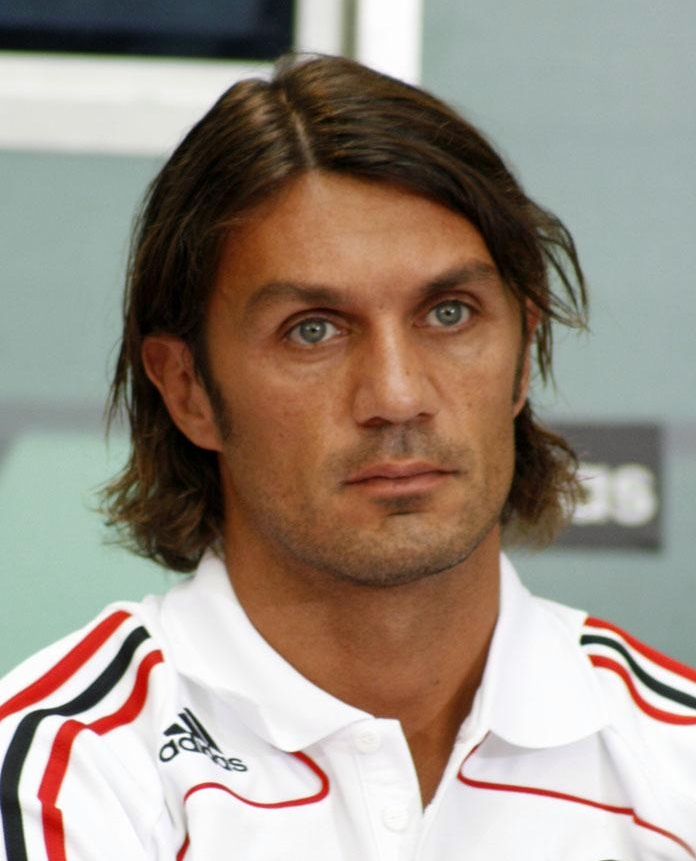
Paolo Maldini, vice-campeão da Copa do Mundo FIFA de 1994.

| País          | Jogador            | Período de atividade | Clube com maior número de partidas | Melhor participação no Bola de Ouro |
| ------------- | ------------------ | -------------------- | ---------------------------------- | ----------------------------------- |
| Itália        | Paolo Maldini      | 1985 - 2009          | Milan (902)                        | 3° em 1994, 2003                    |
| Brasil        | Roberto Carlos     | 1991 - 2015          | Real Madrid (527)                  | 2° em 2002                          |
| Alemanha      | Paul Breitner      | 1970 - 1983          | Bayern de Munique (347)            | 2° em 1981                          |
| Alemanha      | Andreas Brehme     | 1980 - 1998          | Kaiserslautern (237)               | 3° em 1990                          |
| Países Baixos | Ruud Krol          | 1968 - 1986          | Ajax (457)                         | 3° em 1979                          |
| Itália        | Antonio Cabrini    | 1975 - 1991          | Juventus (442)                     | 13° em 1978                         |
| Brasil        | Marcelo            | 2005 - em atividade  | Real Madrid (515*)                 | 16° em 2017                         |
| Itália        | Giacinto Facchetti | 1961 - 1978          | Internazionale (639)               | 2° em 1965                          |
| Brasil        | Nilton Santos      | 1948 - 1964          | Botafogo (721)                     | Nunca participou                    |
| Brasil        | Júnior             | 1974 - 1993          | Flamengo (417)                     | Nunca participou                    |

### Meio-campistas defensivos

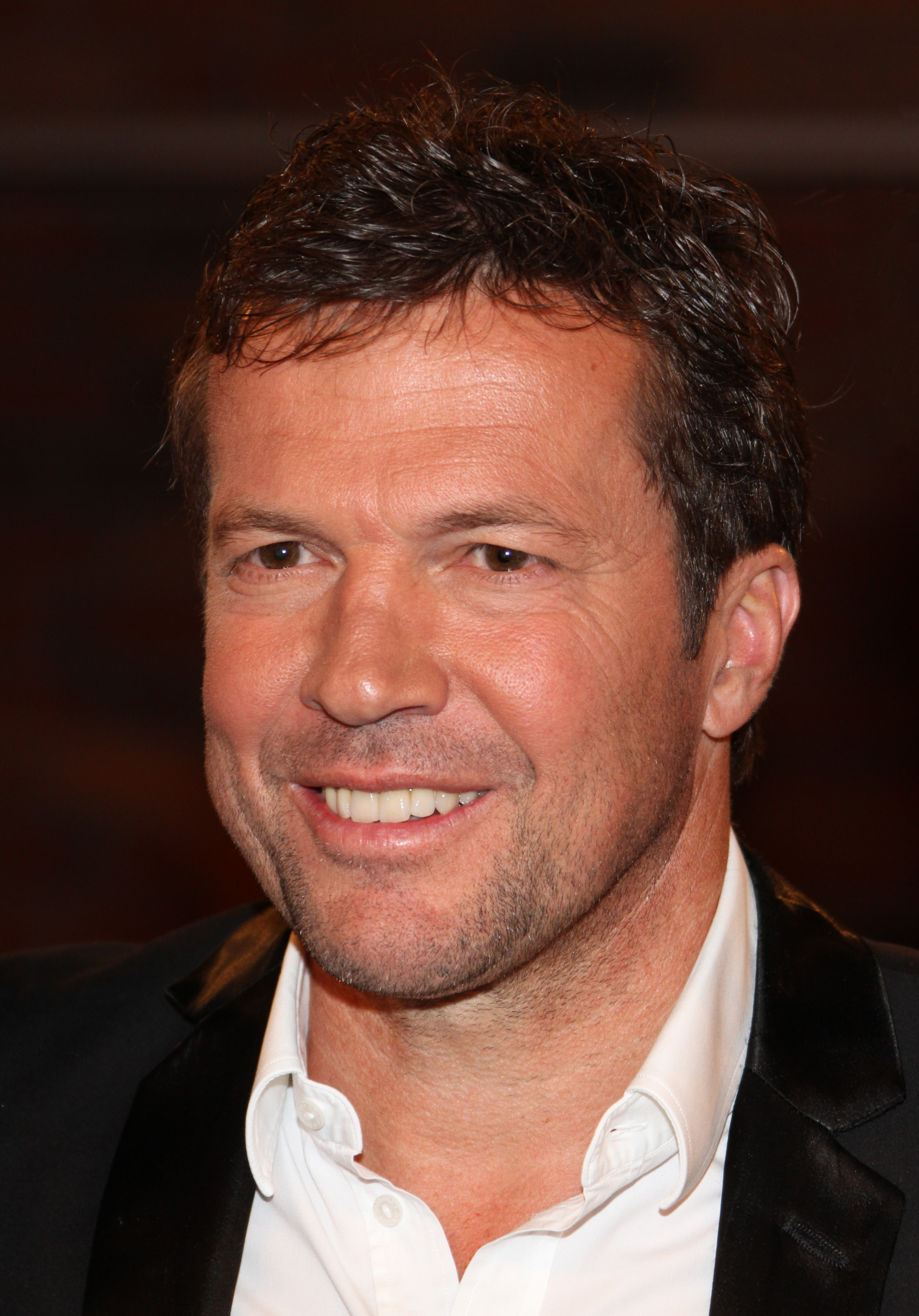
Lothar Matthäus, vencedor da Bola de Ouro em 1990 e campeão da Copa do Mundo FIFA de 1990.

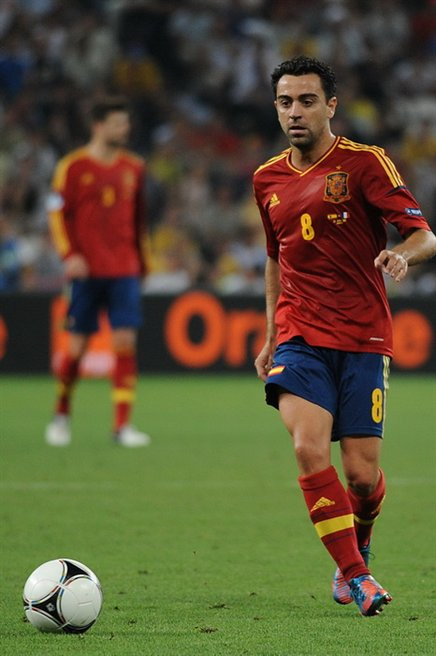
Xavi, campeão da Copa do Mundo FIFA de 2010.

| País          | Jogador          | Período de atividade | Clube com maior número de partidas | Melhor participação no Bola de Ouro |
| ------------- | ---------------- | -------------------- | ---------------------------------- | ----------------------------------- |
| Espanha       | Xavi             | 1997 - 2019          | Barcelona (767)                    | 3° em 2009, 2010, 2011              |
| Alemanha      | Lothar Matthäus  | 1979 - 2000          | Bayern de Munique (408)            | Vencedor em 1990                    |
| Itália        | Andrea Pirlo     | 1995 - 2017          | Milan (401)                        | 5° em 2007                          |
| Países Baixos | Frank Rijkaard   | 1980 - 1995          | Ajax (336)                         | 3° em 1988, 1989                    |
| Brasil        | Didi             | 1946 - 1967          | Botafogo (313)                     | Nunca participou                    |
| Países Baixos | Johan Neeskens   | 1968 - 1991          | Barcelona (181)                    | 5° em 1974                          |
| Hungria       | Josef Bozsik     | 1943 - 1962          | Honvéd (447)                       | 6° em 1956                          |
| Espanha       | Sergio Busquets  | 2007 - em atividade  | Barcelona (593*)                   | 20° em 2012                         |
| Argentina     | Fernando Redondo | 1985 - 2004          | Real Madrid (228)                  | 18° em 2000                         |
| Brasil        | Falcão           | 1973 - 1986          | Internacional (157)                | Nunca participou                    |
| Alemanha      | Bernd Schuster   | 1978 - 1997          | Barcelona (238)                    | 2° em 1980                          |
| Inglaterra    | Steven Gerrard   | 1998 - 2016          | Liverpool (710)                    | 3° em 2005                          |
| Países Baixos | Clarence Seedorf | 1992 - 2014          | Milan (432)                        | 17° em 1997                         |
| Brasil        | Gérson           | 1959 - 1974          | Botafogo (243)                     | Nunca participou                    |
| Espanha       | Luis Suárez      | 1951 - 1973          | Internazionale (333)               | Vencedor em 1960                    |
| Espanha       | Josep Guardiola  | 1988 - 2006          | Barcelona (382)                    | 24° em 1994                         |
| Itália        | Marco Tardelli   | 1972 - 1988          | Juventus (379)                     | 15° em 1982                         |
| Chéquia       | Josef Masopust   | 1950 - 1970          | Dukla Praga (430)                  | Vencedor em 1962                    |
| França        | Jean Tigana      | 1975 - 1991          | Bordeaux (371)                     | 2° em 1984                          |
| Espanha       | Xabi Alonso      | 2000 - 2017          | Real Madrid (236)                  | 10° em 2010                         |

### Meio-campistas ofensivos

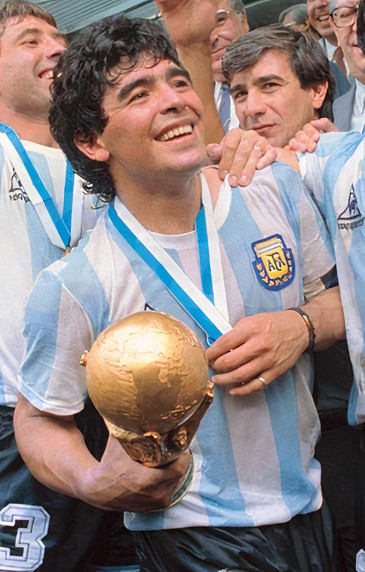
Diego Maradona, campeão da Copa do Mundo FIFA de 1986.

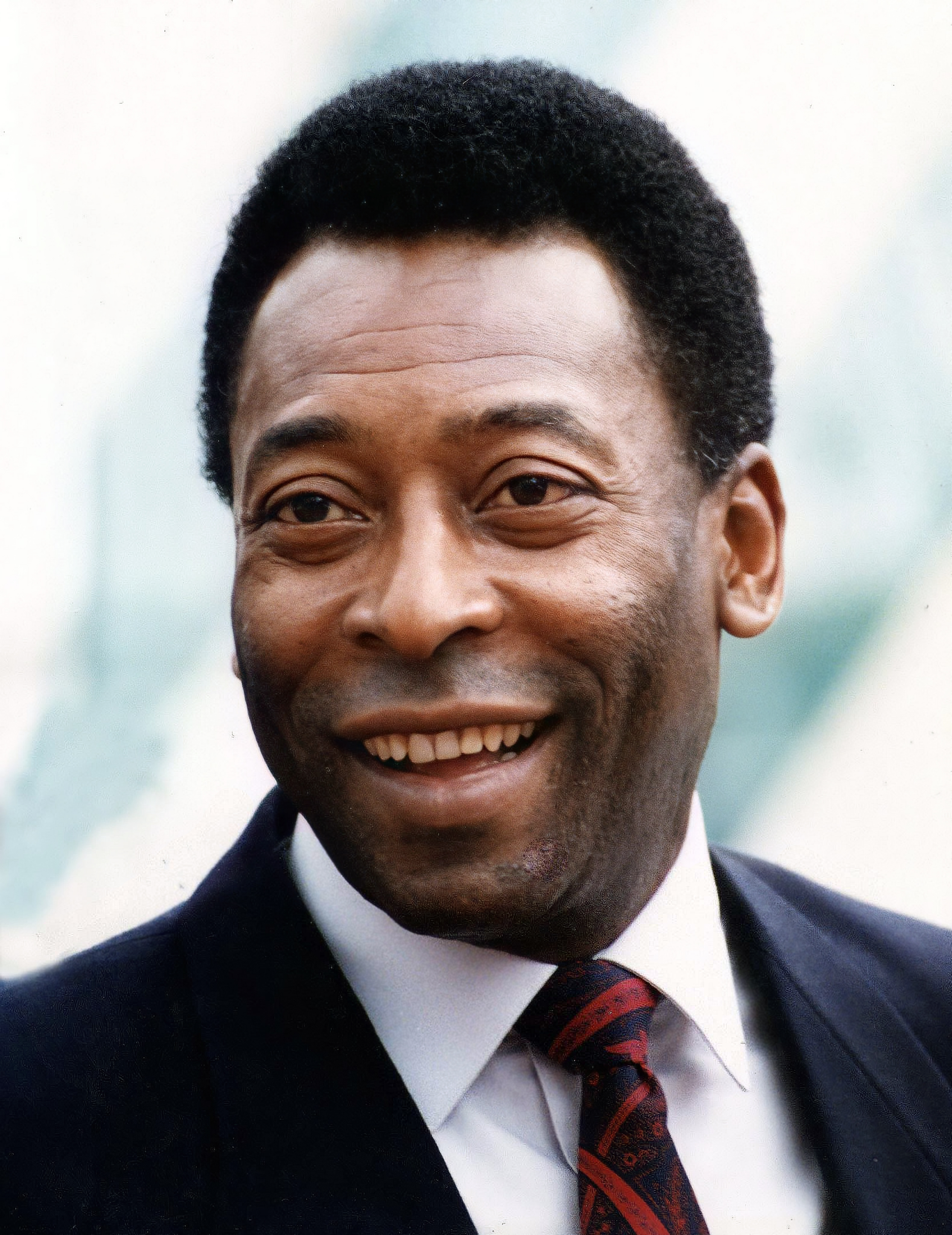
Pelé, campeão da Copa do Mundo FIFA de 1958, 1962 e 1970.

| País                | Jogador                 | Período de atividade | Clube com maior número de partidas | Melhor participação no Bola de Ouro |
| ------------------- | ----------------------- | -------------------- | ---------------------------------- | ----------------------------------- |
| Argentina           | Diego Maradona          | 1976 - 1997          | Napoli (259)                       | Nunca participou                    |
| Brasil              | Pelé                    | 1957 - 1977          | Santos (665)                       | Nunca participou                    |
| França              | Zinédine Zidane         | 1989 - 2006          | Real Madrid (231)                  | Vencedor em 1998                    |
| Argentina · Espanha | Alfredo Di Stéfano      | 1945 - 1966          | Real Madrid (396)                  | Vencedor em 1957, 1959              |
| França              | Michel Platini          | 1973 - 1987          | Juventus (224)                     | Vencedor em 1983, 1984, 1985        |
| Espanha             | Andrés Iniesta          | 2002 - em atividade  | Barcelona (674)                    | 2° em 2010                          |
| Itália              | Roberto Baggio          | 1983 - 2004          | Juventus (200)                     | Vencedor em 1993                    |
| Itália              | Sandro Mazzola          | 1961 - 1977          | Internazionale (570)               | 2° em 1971                          |
| Inglaterra          | Bobby Charlton          | 1956 - 1976          | Manchester United (758)            | Vencedor em 1966                    |
| Uruguai             | Enzo Francescoli        | 1980 - 1997          | River Plate (233)                  | Nunca participou                    |
| Hungria             | Ferenc Puskás           | 1943 - 1966          | Honvéd (358)                       | 2° em 1960                          |
| Países Baixos       | Ruud Gullit             | 1979 - 1998          | Milan (171)                        | Vencedor em 1987                    |
| Itália              | Gianni Rivera           | 1959 - 1979          | Milan (658)                        | Vencedor em 1969                    |
| Roménia             | Gheorghe Hagi           | 1982 - 2001          | Galatasaray (192)                  | 4° em 1994                          |
| Uruguai             | Juan Alberto Schiaffino | 1945 - 1962          | Peñarol (227)                      | Nunca participou                    |
| Brasil              | Sócrates                | 1974 - 1989          | Corinthians (269)                  | Nunca participou                    |
| França              | Raymond Kopa            | 1949 - 1968          | Reims (463)                        | Vencedor em 1958                    |
| Itália              | Francesco Totti         | 1993 - 2017          | Roma (786)                         | 5° em 2001                          |
| Hungria             | László Kubala           | 1945 - 1967          | Barcelona (256)                    | 5° em 1957                          |
| Brasil              | Zico                    | 1971 - 1994          | Flamengo (505)                     | Nunca participou                    |

### Pontas-direitas

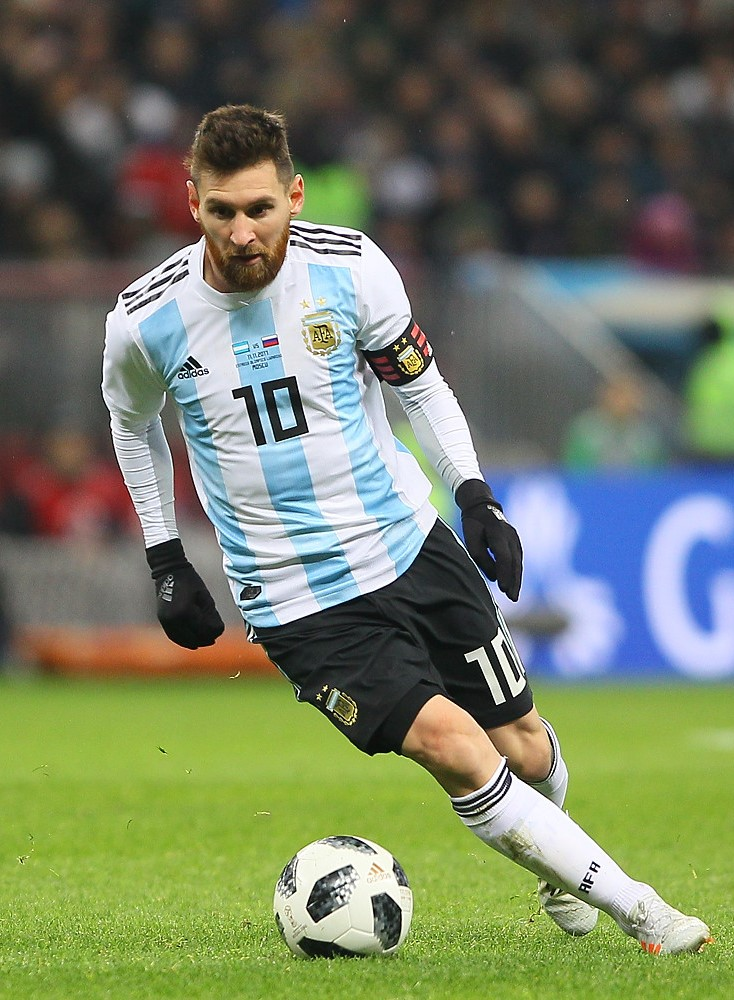
Lionel Messi, vencedor da Bola de Ouro em 2009, 2010, 2011, 2012, 2015, 2019 e 2021 e campeão da Copa do Mundo FIFA de 2022

| País             | Jogador          | Período de atividade | Clube com maior número de partidas | Melhor participação no Bola de Ouro                         |
| ---------------- | ---------------- | -------------------- | ---------------------------------- | ----------------------------------------------------------- |
| Argentina        | Lionel Messi     | 2003 - em atividade  | Barcelona (778*)                   | Vencedor em 2009, 2010, 2011, 2012, 2015, 2019, 2021 e 2023 |
| Brasil           | Garrincha        | 1953 - 1972          | Botafogo (612)                     | Nunca participou                                            |
| Irlanda do Norte | George Best      | 1963 - 1984          | Manchester United (473)            | Vencedor em 1968                                            |
| Inglaterra       | David Beckham    | 1992 - 2013          | Manchester United (394)            | 2° em 1999                                                  |
| Brasil           | Jairzinho        | 1962 - 1983          | Botafogo (413)                     | Nunca participou                                            |
| Inglaterra       | Kevin Keegan     | 1968 - 1984          | Liverpool (321)                    | Vencedor em 1978, 1979                                      |
| Camarões         | Samuel Eto'o     | 1997-2019            | Barcelona (199)                    | 5° em 2009                                                  |
| Inglaterra       | Stanley Matthews | 1932 - 1965          | Blackpool (428)                    | Vencedor em 1956                                            |
| Portugal         | Luis Figo        | 1990 - 2009          | Barcelona (249)                    | Vencedor em 2000                                            |
| Países Baixos    | Arjen Robben     | 2000 - 2021          | Bayern de Munique (309)            | 4° em 2014                                                  |

### Centroavantes

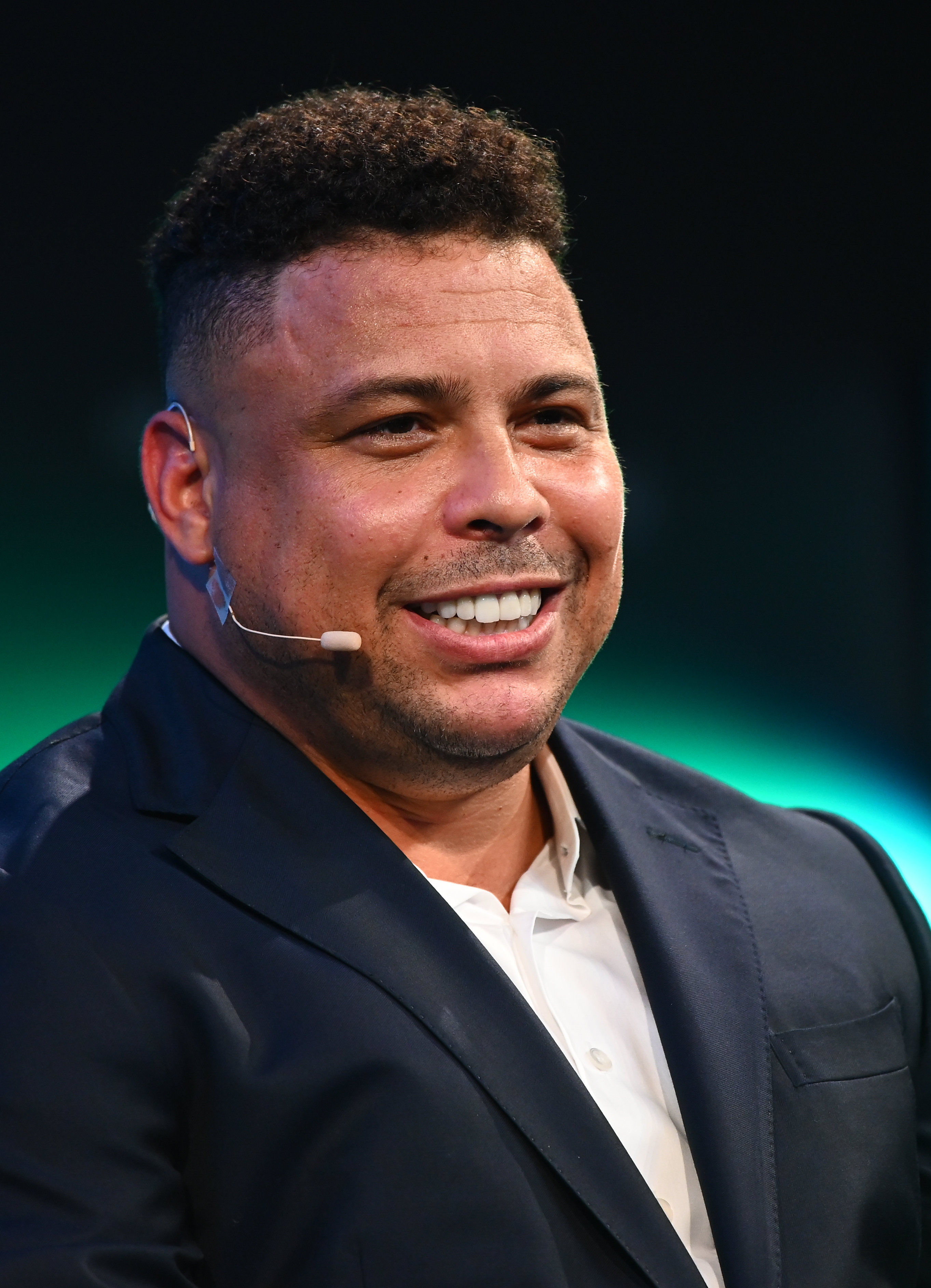
Ronaldo, vencedor da Bola de Ouro em 1997 e 2002 e campeão da Copa do Mundo FIFA de 1994 e 2002.

| País          | Jogador          | Período de atividade | Clube com maior número de partidas | Melhor participação no Bola de Ouro |
| ------------- | ---------------- | -------------------- | ---------------------------------- | ----------------------------------- |
| Brasil        | Ronaldo          | 1993 - 2011          | Real Madrid (177)                  | Vencedor em 1997, 2002              |
| Países Baixos | Johan Cruijff    | 1964 - 1984          | Ajax (367)                         | Vencedor em 1971, 1973, 1974        |
| Países Baixos | Marco van Basten | 1981 - 1995          | Milan (201)                        | Vencedor em 1988, 1989, 1992        |
| Países Baixos | Dennis Bergkamp  | 1986 - 2006          | Arsenal (423)                      | 2° em 1993                          |
| Alemanha      | Gerd Müller      | 1963 - 1982          | Bayern de Munique (612)            | Vencedor em 1970                    |
| Brasil        | Romário          | 1985 - 2009          | Vasco da Gama (350)                | Não disputou                        |
| Escócia       | Kenny Dalglish   | 1969 - 1990          | Liverpool (502)                    | 2° em 1983                          |
| Portugal      | Eusébio          | 1957 - 1978          | Benfica (440)                      | Vencedor em 1965                    |
| Hungria       | Sándor Kocsis    | 1946 - 1966          | Barcelona (265)                    | 8° em 1956                          |
| Libéria       | George Weah      | 1987 - 2001          | Milan (147)                        | Vencedor em 1995                    |

### Pontas-esquerdas

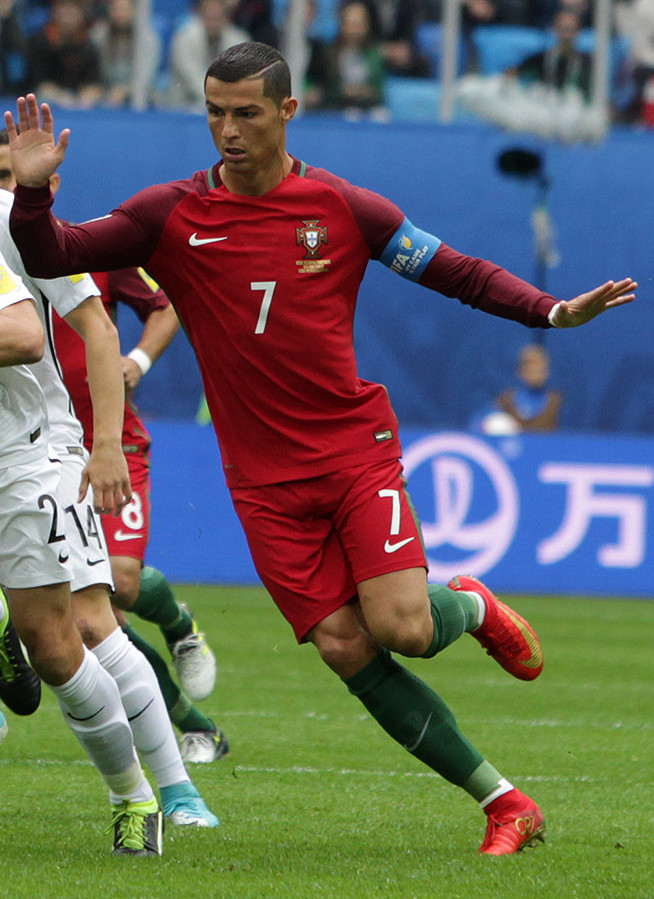
Cristiano Ronaldo, vencedor da Bola de Ouro em 2008, 2013, 2014, 2016 e 2017.

| País                                          | Jogador               | Período de atividade | Clube com maior número de partidas | Melhor participação no Bola de Ouro      |
| --------------------------------------------- | --------------------- | -------------------- | ---------------------------------- | ---------------------------------------- |
| Portugal                                      | Cristiano Ronaldo     | 2002 - em atividade  | Real Madrid (438)                  | Vencedor em 2008, 2013, 2014, 2016, 2017 |
| Brasil                                        | Ronaldinho            | 1998 - 2015          | Barcelona (207)                    | Vencedor em 2005                         |
| França                                        | Thierry Henry         | 1994 - 2014          | Arsenal (377)                      | 2° em 2003                               |
| União Soviética                               | Oleg Blokhin          | 1969 - 1990          | Dínamo de Kiev (585)               | Vencedor em 1975                         |
| Brasil                                        | Rivaldo               | 1989 - 2015          | Barcelona (235)                    | Vencedor em 1999                         |
| Brasil                                        | Roberto Rivelino      | 1965 - 1981          | Corinthians (474)                  | Nunca participou                         |
| República Socialista Federativa da Iugoslávia | Dragan Džajić         | 1962 - 1978          | Estrela Vermelha (615)             | 3° em 1968                               |
| País de Gales                                 | Ryan Giggs            | 1991 - 2014          | Manchester United (963)            | 9° em 1993                               |
| Alemanha                                      | Karl-Heinz Rummenigge | 1974 - 1989          | Bayern de Munique (422)            | Vencedor em 1980, 1981                   |
| Bulgária                                      | Hristo Stoichkov      | 1982 - 2003          | Barcelona (267)                    | Vencedor em 1994                         |